# Supercoppa degli Emirati Arabi Uniti 2023
La UAE Super Cup 2023 è stata la quindicesima edizione dell'era professionista della UAE Super Cup, su ventitré edizioni totali della competizione. Si è disputata il 29 dicembre 2023 allo Stadio Al-Maktum di Dubai. La sfida ha visto contrapposte l' Shabab Al-Ahli, vincitore della UAE Arabian Gulf League 2022-2023, e lo Sharjah, vincitrice della Coppa del Presidente degli Emirati Arabi Uniti 2022-2023.
Le due squadre si sono già sfidate nell'edizione 2019 e 2020, con lo Sharjah che aveva vinto la prima sfida ai rigori mentre l' Shabab Al-Ahli si era aggiudicato la seconda sfida con un goal nei minuti di recupero.
La sfida questa volta si è conclusa con la vittoria dell' Shabab Al-Ahli che, nonostante il doppio svantaggio iniziale, e riuscito a ribaltare il risultato aggiudicandosi per la sesta volta nella sua storia il trofeo, con un netto 6-2 finale.

## Tabellino
| Arbitro: | Sultan Abdurazzaq |

|                                                                                    |           |                      |
| Cartabia 36’ (pen.) 43’ Al Ghassani 45+5’ Mateusão 68’ Abdullah 79’ Yuri César 88’ | Marcatori | 8’ Camara 26’ Marega |

| Shabab Al Ahli | Sharjah |

|                 |    |                   |         |
|                 |    |                   |         |
| P               | 12 | Hassan Hamza (c)  |         |
| D               | 4  | Mohammed Marzooq  |         |
| D               | 37 | Ahmed Jamil       |         |
| D               | 13 | Renan             |         |
| C               | 7  | Hareb Abdullah    | 89’     |
| C               | 21 | Tareq Ahmed       | 73’ 80’ |
| C               | 10 | Federico Cartabia |         |
| C               | 6  | Azizjon Ganiev    |         |
| A               | 11 | Yahya Al Ghassani | 89’     |
| A               | 77 | Guilherme Bala    | 74’     |
| A               | 19 | Mateusão          | 69’ 73’ |
| A disposizione: |    |                   |         |
| D               | 20 | Yousif Jaber      | 89’     |
| P               | 1  | Jamal Al-Hosani   |         |
| C               | 57 | Yuri César        | 89’ 74’ |
| C               | 30 | Mohammed Jumaa    |         |
| D               | 23 | Abdulaziz Haikal  | 89’     |
| D               | 2  | Salmeen Khamis    |         |
| D               | 50 | Saeed Suleiman    |         |
| C               | 15 | Abdullah Al-Naqbi | 80’     |
| A               | 99 | Igor Jesus        | 73’     |
| Allenatore:     |    |                   |         |
| Marko Nikolić   |    |                   |         |

|                |    |                     |           |
|                |    |                     |           |
| P              | 1  | Adel Al Hosani (c)  |           |
| D              | 18 | Abdullah Ghanem     | 73’       |
| D              | 15 | Abdulaziz Al-Kaabi  | 32’       |
| D              | 22 | Marcus Meloni       | 84’       |
| D              | 5  | Maro Katinić        | 46’       |
| C              | 10 | Miralem Pjanić      | 45’       |
| C              | 24 | Majid Rashid        | 78’       |
| A              | 27 | Luanzinho           | 49’       |
| A              | 91 | Moussa Marega       | 46’       |
| A              | 7  | Caio Lucas          | 63’ 90+5’ |
| A              | 30 | Ousmane Camara      |           |
| Panchina:      |    |                     |           |
| D              | 13 | Salem Sultan        |           |
| A              | 12 | Sebastián Tagliabúe |           |
| D              | 6  | Majed Suroor        | 84’       |
| C              | 16 | Khaled Ba Wazir     |           |
| D              | 3  | Al Hassan Saleh     | 78’       |
| D              | 44 | Kostas Manolas      | 46’       |
| P              | 26 | Darwish Bin Habib   |           |
| C              | 11 | Mohamed Ben Larbi   | 90+4’ 49’ |
| D              | 19 | Khaled Ibrahim      | 46’       |
| Allenatore:    |    |                     |           |
| Cosmin Olăroiu |    |                     |           |